# Banaszki
Banaszki (niem. Gut Banaskeim albo Bannaskeim) – osada w Polsce, położona w województwie warmińsko-mazurskim, w powiecie kętrzyńskim, w gminie Kętrzyn.
W latach 1975–1998 miejscowość administracyjnie należała do województwa olsztyńskiego.

## Integralne części osady
| SIMC    | Nazwa  | Rodzaj     |
| ------- | ------ | ---------- |
| 0477386 | Gromki | przysiółek |

## Historia
Wieś lokowana była w 24 czerwca 1399 przez wielkiego mistrza Dietricha von Altenburga. Przyznał on wolnym Prusom, braciom Beynassyemu i Scoddykowi cztery włóki. Nazwa wsi pochodzi od imienia pierwszego z nich. Majątek przez długi okres pełnił funkcję folwarku. Pod koniec XIX w. już jako samodzielna jednostka gospodarcza należał do rodziny Knoop. W latach dwudziestych XX w. w posiadanie majątku o powierzchni 180 ha weszła rodzina Drews.
Po II wojnie światowej powstał tu PGR, który wchodził później w skład Kombinatu PGR Garbno.

## Dwór
Parterowy dwór wybudowany w początkach XX w., kryty dachem mansardowym z lukarnami, zwieńczony na szczycie niewielką latarnią przykryta baniastym hełmem. Od frontu piętrowy peudoryzalit, zakończony półkolistym frontonem,  z głównym wejściem pod półkolistym balkonem wspartym na dwóch kolumnach doryckich i dwóch półkolumnach. Uzupełnieniem części reprezentacyjnej jest duży podjazd. Dwór jest własnością prywatną.
W parku otaczającym  dwór zachowała się część starodrzewu: graby i pomnikowy dąb. Na terenie parku znajduje się pomnik granitowy konia. Uwieczniony w granicie koń był ulubionym wierzchowcem jednego z właścicieli majątku.

## Demografia
W roku 1785 w Banaszkach było 15 budynków mieszkalnych, liczba ich zmniejszyła się do 5 w roku 1817.
Liczba mieszkańców: w roku 1817 – 64 osoby, w 1910 – 67, w 1933 – 383, w 1939 – 432, w 1970 – 85, w 2000 – 31 osób.